# Monhystrella bulbifera
Monhystrella bulbifera är en rundmaskart. Monhystrella bulbifera ingår i släktet Monhystrella och familjen Monhysteridae. Inga underarter finns listade i Catalogue of Life.